# میلوش رائونیچ
میلوش رائونیچ (به صربی: Miloš Raonić) (زاده ۲۷ دسامبر ۱۹۹۰ - پودگوریتسا) تنیس‌باز اهل کشور کانادا است. وی در رتبه‌بندی سال ۲۰۱۵ انجمن تنیس حرفه‌ای در رتبه چهارم برترین تنیس بازان جهان قرار گرفت. از افتخارهای وی می‌توان به حضور در بازی نهایی مسابقات تنیس ویمبلدون در سال ۲۰۱۶ و مسابقه نیمه نهایی دونفره جام ویمبلدون ۲۰۱۴ و صعود به مرحله نیمه نهایی جام دیویس در سال ۲۰۱۳ اشاره کرد.

رائونیچ موفق‌ترین تنیس باز کانادایی در طول تاریخ است. وی همچنین اولین کانادایی بود که توانست به مرحله نیمه نهایی تنیس آزاد استرالیا، یک چهارم نهایی مسابقات تنیس آزاد فرانسه، و فینال ویمبلدون برسد.